# Morbid Reich
Morbid Reich – demo olsztyńskiej deathmetalowej grupy Vader wydane 1990 roku przez Carnage Records. Jest to drugi w historii zespołu materiał dzięki któremu Vader zyskał popularność na dynamicznie rozwijającej się w tamtym okresie polskiej scenie metalowej osiągając nakład 10 000 sztuk.
Morbid Reich często określane jest jako materiał demo, w rzeczywistości towarzyszyła mu jednak promocja typowa dla albumu (np. koszulki, ulotki etc.) z tym że całość wydana została na kasecie magnetofonowej.
Wydawnictwo zajęło 9. miejsce w plebiscycie "najlepsza płyta w historii polskiego metalu" przeprowadzonym przez czasopismo Machina.

## Lista utworów
Opracowano na podstawie materiału źródłowego.
| Nr | Tytuł utworu                 | Słowa                | Muzyka          | Długość |
| -- | ---------------------------- | -------------------- | --------------- | ------- |
| 1. | „From Beyond – Intro”        | utwór instrumentalny | Piotr Wiwczarek | 01:02   |
| 2. | „Chaos”                      | Paweł Wasilewski     | Piotr Wiwczarek | 04:27   |
| 3. | „Vicious Circle”             | Paweł Wasilewski     | Piotr Wiwczarek | 02:49   |
| 4. | „Breath of Centuries”        | Paweł Wasilewski     | Piotr Wiwczarek | 04:16   |
| 5. | „Intro / The Final Massacre” | Paweł Wasilewski     | Piotr Wiwczarek | 04:49   |
| 6. | „Reign-Carrion”              | Piotr Wiwczarek      | Piotr Wiwczarek | 06:06   |
|    |                              |                      |                 | 23:29   |

## Twórcy
Opracowano na podstawie materiału źródłowego.
| Zespół Vader w składzie - Piotr "Peter" Wiwczarek – gitara elektryczna, gitara basowa, wokal, słowa - Krzysztof "Docent" Raczkowski – perkusja - Jacek "Jackie" Kalisz – gitara basowa[A] Notatki - A^ Wymieniony na kasecie, nie brał udziału w nagraniach. |  | Produkcja - Mariusz Kmiołek – produkcja, koncepcja okładki - Władysław Iljaszewicz - inżynieria dźwięku - Andrzej Włodarski – inżynieria dźwięku - Ryszard Szmit i Cezary Alończyk – asystenci - Waldemar Bronakowski – zdjęcia - Robert Ganczarski – okładka - Paweł Wasilewski – słowa |

## Wydania
| Rok  | Nr katalogowy | Format      | Wydawca                   | Region       | Źródło |
| ---- | ------------- | ----------- | ------------------------- | ------------ | ------ |
| 1990 | Carnage 001   | MC          | Carnage Records           | Polska       | [ 6 ]  |
| 1994 | BMR 084       | MC          | Baron Records             | Polska       | [ 7 ]  |
| 2015 | EVIL 059      | CD          | Witching Hour Productions | Polska/Świat | [ 8 ]  |
| 2015 | EVIL 059      | CD DIGI     | Witching Hour Productions | Polska/Świat | [ 9 ]  |
| 2015 | EVIL 053      | LP DH Black | Witching Hour Productions | Polska/Świat | [ 10 ] |
| 2015 | EVIL 053      | LP Red      | Witching Hour Productions | Polska/Świat | [ 11 ] |
| 2015 | EVIL 008      | MC          | Witching Hour Productions | Polska/Świat | [ 12 ] |